# Strade Bianche féminines
Cet article concerne la compétition féminine. Pour la compétition masculine, voir Strade Bianche.
Les Strade Bianche féminines (officiellement Strade Bianche Donne en italien) sont une course cycliste italienne créés en 2015. Il s'agit de la version féminine de la course éponyme. Elles sont disputées près de Sienne en Toscane. Elles ont la particularité de se dérouler en partie sur des routes de terre, à l'image du Tro Bro Leon en France. Elle obtient directement la catégorie UCI 1.1. L'année suivante, elle devient la première épreuve de l'histoire de l'UCI World Tour féminin.

## Palmarès
| Année | Vainqueur                   | Deuxième             | Troisième              |
| ----- | --------------------------- | -------------------- | ---------------------- |
| 2015  | Megan Guarnier              | Lizzie Armitstead    | Elisa Longo Borghini   |
| 2016  | Lizzie Armitstead           | Katarzyna Niewiadoma | Emma Johansson         |
| 2017  | Elisa Longo Borghini        | Katarzyna Niewiadoma | Lizzie Deignan         |
| 2018  | Anna van der Breggen        | Katarzyna Niewiadoma | Elisa Longo Borghini   |
| 2019  | Annemiek van Vleuten        | Annika Langvad       | Katarzyna Niewiadoma   |
| 2020  | Annemiek van Vleuten        | Mavi García          | Leah Thomas            |
| 2021  | Chantal van den Broek-Blaak | Elisa Longo Borghini | Anna van der Breggen   |
| 2022  | Lotte Kopecky               | Annemiek van Vleuten | Ashleigh Moolman       |
| 2023  | Demi Vollering              | Lotte Kopecky        | Cecilie Uttrup Ludwig  |
| 2024  | Lotte Kopecky               | Elisa Longo Borghini | Demi Vollering         |
| 2025  | Demi Vollering              | Anna van der Breggen | Pauline Ferrand-Prévot |